# Lista över Rumäniens statsöverhuvuden
Rumäniens president är statschef i Rumänien. 
Landet var tidigare en monarki och Kungariket Rumänien varade mellan 1881 och fram till 1947 då en folkrepublik under ledning av kommunistpartiet utropades. Något presidentämbete fanns emellertid inte förrän 1974; innan dess var presidieordföranden i nationalförsamlingen och sedan ordföranden i statsrådet att likställa med landets statsöverhuvud. Den kommunistiska regimen föll 1989, och ersattes av ett demokratiskt styrelsesätt.

## Rumäniens statschefer

### Kungariket Rumänien(1881–1947)
| Namn                    | Porträtt | Tillträde        | Frånträde        |
| ----------------------- | -------- | ---------------- | ---------------- |
| Carol I (1839–1914)     |          | 14 mars 1881     | 10 oktober 1914  |
| Ferdinand I (1865–1927) |          | 10 oktober 1914  | 20 juli 1927     |
| Mikael I (1921–2017)    |          | 20 juli 1927     | 8 juni 1930      |
| Carol II (1893–1953)    |          | 8 juni 1930      | 6 september 1940 |
| Mikael I (1921–2017)    |          | 6 september 1940 | 30 december 1947 |

### Socialistiska republiken Rumänien(1947–1989)
| Namn                               | Porträtt | Tillträdde       | Avgick           | Politiskt parti                     |
| ---------------------------------- | -------- | ---------------- | ---------------- | ----------------------------------- |
| Constantin Ion Parhon (1874–1969)  |          | 30 december 1947 | 12 juni 1952     | PMR                                 |
| Petru Groza (1884–1958)            |          | 12 juni 1952     | 7 januari 1958   | FP (1952–1953) Partilös (1953–1958) |
| Ion Gheorghe Maurer (1902–2000)    |          | 11 januari 1958  | 21 mars 1961     | PMR                                 |
| Gheorghe Gheorghiu-Dej (1901–1965) |          | 21 mars 1961     | 19 mars 1965     | PMR                                 |
| Chivu Stoica (1908–1975)           |          | 24 mars 1965     | 9 december 1967  | PCR                                 |
| Nicolae Ceaușescu (1918–1989)      |          | 9 december 1967  | 22 december 1989 | PCR                                 |

### Rumänien (sedan 1989)
| Namn                                       | Porträtt | Tillträdde       | Avgick           | Politiskt parti                  |
| ------------------------------------------ | -------- | ---------------- | ---------------- | -------------------------------- |
| Ion Iliescu (1930–2025)                    |          | 26 december 1989 | 29 november 1996 | FSN (1989–1992) FDSN (1992–1996) |
| Emil Constantinescu (född 1939)            |          | 29 november 1996 | 20 december 2000 | Partilös                         |
| Ion Iliescu (född 1930)                    |          | 20 december 2000 | 20 december 2004 | Partilös                         |
| Traian Băsescu (född 1951)                 |          | 20 december 2004 | 20 april 2007    | Partilös                         |
| Nicolae Văcăroiu (född 1943) Tillförordnad |          | 20 april 2007    | 23 maj 2007      | PSD                              |
| Traian Băsescu (född 1951)                 |          | 23 maj 2007      | 10 juli 2012     | Partilös                         |
| Crin Antonescu (född 1959) Tillförordnad   |          | 10 juli 2012     | 27 augusti 2012  | PNL                              |
| Traian Băsescu (född 1951)                 |          | 27 augusti 2012  | 21 december 2014 | Partilös                         |
| Klaus Iohannis (född 1959)                 |          | 21 december 2014 | 12 februari 2025 | Partilös                         |
| Ilie Bolojan (född 1969) Tillförordnad     |          | 12 februari 2025 | 26 maj 2025      | PNL                              |
| Nicușor Dan (född 1969)                    |          | 26 maj 2025      | Nuvarande        | Partilös                         |